# 前園実知雄
前園 実知雄（まえぞの みちお、1946年8月12日 - ）は、日本の考古学者、奈良芸術短期大学教授。公益財団法人愛媛県埋蔵文化財センター理事長、橿原考古学研究所特別指導研究員、真言宗豊山派法蓮寺住職。

## 経歴
愛媛県生まれ。愛媛県立松山東高等学校、同志社大学文学部卒業。1969年奈良県立橿原考古学研究所勤務。太安萬侶墓、藤ノ木古墳、法隆寺、唐招提寺など多くの発掘調査をおこなう。1981～1983年の二年間、中国へ留学。
98年同研究所資料室長を経て、奈良芸術短期大学教授、橿原考古学研究所指導研究員。

## 著書
- 『奈良・大和の古代遺跡を掘る』学生社 2004
- 『斑鳩に眠る二人の貴公子 藤ノ木古墳』シリーズ「遺跡を学ぶ」新泉社 2006

### 共編著
- 『日本の文様 別冊 2 角と丸』近藤信彦共著 光琳社出版 1986
- 『日本の古代遺跡を掘る 5 藤ノ木古墳 斑鳩に花開く東アジアの古代』白石太一郎共著 読売新聞社 1995
- 『吉野仙境の歴史』松田真一共編著 文英堂 2004

## 参考
- ISBN 978-4-7877-0732-1